# Angourie Rice
Angourie Rice (Melbourne, 2001. január 1. –) ausztrál színésznő.
Legismertebb alakítása Betty Brant a Marvel-moziuniverzum filmjeiben. Elsőként a 2017-es Pókember: Hazatérés című filmben tűnt fel, ezt követte a Pókember: Idegenben (2019). 2016-ban a Rendes fickók című filmben is játszott.

## Élete és pályafutása
Melbourne-ben született, Jeremy Rice rendező és Kate Rice író gyermekeként. Öt évig Perthben élt és egy évet Münchenben, majd visszatért Melbourne-be.

## Filmográfia

### Film
| Év   | Magyar cím                  | Eredeti cím                           | Szerep                | Magyar hang      |
| ---- | --------------------------- | ------------------------------------- | --------------------- | ---------------- |
| 2013 |                             | These Final Hours                     | Rose                  |                  |
| 2013 | Dinoszauruszok, a Föld urai | Walking with Dinosaurs                | Jade                  | Pekár Adrienn    |
| 2016 |                             | Nowhere Boys: The Book of Shadows     | Tegan                 |                  |
| 2016 | Rendes fickók               | The Nice Guys                         | Holly March           | Pekár Adrienn    |
| 2017 | Jasper Jones                | Jasper Jones                          | Eliza Wishart         | Szűcs Anna Viola |
| 2017 | Csábítás                    | The Beguiled                          | Jane                  | Pekár Adrienn    |
| 2017 | Pókember: Hazatérés         | Spider-Man: Homecoming                | Betty Brant           | Kardos Eszter    |
| 2018 | Nap nap után                | Every Day                             | Rhiannon              | Laudon Andrea    |
| 2018 | Hölgyek feketében           | Ladies in Black                       | Lisa                  |                  |
| 2019 | Pókember: Idegenben         | Spider-Man: Far From Home             | Betty Brant           | Kardos Eszter    |
| 2020 |                             | Daisy Quokka: World's Scariest Animal | Daisy Quokka (hangja) |                  |
| 2021 | Pókember: Nincs hazaút      | Spider-Man: No Way Home               | Betty Brant           | Kardos Eszter    |
| 2022 |                             | Honor Society                         | Honor Rose            |                  |
| 2022 | A végzős év                 | Senior Year                           | Stephanie fiatalon    | Szűcs Anna Viola |

### Televízió
| Év   | Magyar cím                            | Eredeti cím                   | Szerep          | Megjegyzések                                          |
| ---- | ------------------------------------- | ----------------------------- | --------------- | ----------------------------------------------------- |
| 2014 | Dr. Blake                             | The Doctor Blake Mysteries    | Lisa Wooton     | 1 epizód                                              |
| 2014 | Életem legrosszabb éve, ...már megint | Worst Year of My Life, Again! | Ruby            | 1 epizód                                              |
| 2015 | Makoi hableányok                      | Mako: Island of Secrets       | Neppy           | 1 epizód                                              |
| 2019 | Fekete tükör                          | Black Mirror                  | Rachel          | 1 epizód (Rachel, Jack és Ashley Too)                 |
| 2021 | Easttowni rejtélyek                   | Mare of Easttown              | Siobhan Sheehan | minisorozat főszereplője magyar hangja Ruszkai Szonja |
| 2023 | Az utolsó szavai                      | The Last Thing He Told Me     | Bailey Michaels | 7 epizód                                              |